# Cratere Bristol
Bristol  è un cratere sulla superficie di Marte.